# Чорномор (поїзд)
«Чорномóр» — нічний швидкий фірмовий пасажирський поїзд Одеської залізниці № 135/136 сполученням Одеса — Чернівці. Протяжність маршруту — 1012 км. На поїзд є можливість придбати електронний квиток.

## Історія
До 27 травня 2012 року між Одесою та Чернівцями курсував нічний пасажирський поїзд № 351/352 за таким же маршрутом, але через збитковість був скасований.
З 1 жовтня 2012 року відновлений рух поїзда за цим же маршрутом, але під № 135/136 категорії «нічний швидкий».
З 11 грудня 2017 по 16 вересня 2018 року призначався до станції Білгород-Дністровський, згодом знову маршрут руху був скорочений до Одеси і курсував через день, але влітку маршрут руху знову подовжувався до станції Білгород-Дністровський і курсував щоденно.
З 2 по 4 квітня 2019 поїзд тимчасово не курсував через ремонтні роботи на ділянці Івано-Франківськ — Чернівці.
З 18 березня по 21 липня 2020 року тимчасово був скасований через карантинні обмеження, спричинені COVID-19, проте згодом відновлено курсування поїзда за встановленим графіком руху.
З 24 серпня по 21 вересня і з 19 жовтня 2020 року маршрут руху поїзда скорочувався до станції Снятин.
З 28 грудня 2020 року по 12 січня 2021 року курсував щоденно.
З 12 грудня 2021 року поїзду змінений час відправлення та прибуття до кінцевих станцій, а також прискорений час у дорозі.
З 10 грудня 2017 року, з введенням нового розкладу руху поїздів, маршрут руху подовжувався від станції Одеса-Головна до Білгорода-Дністровського на літній період. Нині не продовжується маршрут руху до Білгорода-Дністровського через пошкодження підйомного автомобільно-залізничного моста в селищі Затока, внаслідок авіаудару російськими окупантами 26 та 27 квітня 2022 року, в ході повномасштабного російського вторгнення в Україну. 

## Інформація про курсування
Поїзд курсує цілий рік. На маршруті руху поїзд здійснює зупинки на 22 проміжних станціях.
З жовтня по квітень періодичність курсування — через день, з Одеси по парним, з Чернівців — по непарним числам місяця. З травня по вересень курсує — щоденно.
На шляху прямування змінюється нумерація поїзда.
| Розклад руху поїзда «Чорномор» (з 12.12.2021) | Розклад руху поїзда «Чорномор» (з 12.12.2021) | Розклад руху поїзда «Чорномор» (з 12.12.2021) | Розклад руху поїзда «Чорномор» (з 12.12.2021) | Розклад руху поїзда «Чорномор» (з 12.12.2021) |
| Час прибуття                                  | Час відправлення                              | Станція                                       | Час прибуття                                  | Час відправлення                              |
| --------------------------------------------- | --------------------------------------------- | --------------------------------------------- | --------------------------------------------- | --------------------------------------------- |
| —                                             | 20:49                                         | Одеса                                         | 12:40                                         | —                                             |
| 13:52                                         | —                                             | Чернівці                                      | —                                             | 18:57                                         |

Час прибуття до Одеса-Головна в літній період зазвичай не змінюється.
Актуальний розклад руху вказано у розділі «Розклад руху призначених поїздів» на офіційному вебсайті «Укрзалізниці».

## Склад поїзда
На маршруті курсує два склади поїзда формування вагонного депо станції Одеса-Головна Одеської залізниці.
Зазвичай поїзду встановлена схема з 17 вагонів різного класу комфортності: 
- 1 вагон класу «Люкс»;
- 8 купейних;
- 8 плацкартних.

## Події
8 січня 2019 жінка, віком приблизно 60 років, пішла до вбиральні, проте довго не поверталася та не відповідала на стукіт. Після цього люди покликали провідника, який виламав двері і виявив непритомну пенсіонерку. Попередньо встановлено, що загибла їхала на Буковину у гості. Наразі причина смерті жінки невідома, поліція встановлювала всі обставини трагедії.